# Le cantatrici villane
Le cantatrici villane („Die Bauernsängerinnen“ bzw. „Die Dorfsängerinnen“) ist eine komische Oper (dramma giocoso) in zwei Akten mit Musik von Valentino Fioravanti und einem italienischen Libretto von Giovanni Palomba.
Die Uraufführung fand im Januar 1799 im Teatro dei Fiorentini in Neapel statt, wenig später kam eine einaktige Fassung heraus. Eine überarbeitete einaktige Fassung wurde 1801 im Teatro San Moisè in Venedig als „Le virtuose ridicole“ uraufgeführt. In Spanien erfolgte die Premiere 1833 im Teatro de la Santa Cruz in Barcelona.
Die Handlung spielt im 18. Jahrhundert in Frascati. Laiensängerinnen wollen sich als Virtuosinnen produzieren.
Zeitgenössisch wurde diese Oper selten aufgeführt; erlebte aber seit der zweiten Hälfte des 20. Jahrhunderts eine bemerkenswerte Renaissance in italienischen und deutschen Theatern.

## Personen
- Rosa, Bäuerin, angeblich eine Wittwe (Sopran)
- Carlino, Rosas Ehemann, junger, geistreicher Soldat (Tenor)
- Don Bucefalo, Kapellmeister, ängstlich und dumm (Bass)
- Agata, Gastwirtin des Dorfs (Sopran)
- Don Marco, ein reicher, mächtiger, dummer Musikdilettant (Bass)
- Giannetta, Bäuerin (Sopran)
- Giansimone, Kellner in der Osteria (Tenor)
- Guardie, Wachleute

## Gliederung
- Sinfonia

### Atto I
- No. 1 - Introduzione Che bel gusto è in sul mattino (Rosa, Agata, Nunziella, Bucefalo, Giannetta)
- No. 2 - Aria di Giannetta Un cor mi predice
- No. 3 - Terzetto fra Rosa, Agata e Bucefalo Io dirò, se nel gestire
- No. 4 - Arietta di Marco Regnanto tradito
- No. 5 - Terzetto fra Carlino, Marco e Bucefalo Oh sospirate mura
- No. 6 - Aria di Agata Più non sta col collo torto
- No. 7 - Sestetto Apri la bocca, e fa' come fo io (Bucefalo, Rosa, Carlino, Marco, Agata, Giannetta)
- No. 8 - Aria di Marco Si è la moglie bona, e modesta
- No. 9 - Aria di Carlino Dov'è la fé giurata
- No. 10 - Aria di Bucefalo Tutti nemici, e rei
- No. 11 - Finale I Chi m'ha tolto, poveretta (Rosa, Bucefalo, Marco, Carlino, Agata, Giannetta, Nunziella)

### Atto II
- No. 12 - Aria di Nunziella Cantate figliuola
- No. 13 - Terzetto fra Giannetta, Agata e Rosa Morì la villanella
- No. 14 - Duetto fra Carlino e Bucefalo A noi coraggio, alò, fuori la spada
- No. 15 - Aria di Bucefalo Ttai, ttai, ttai, llarà, llarà (Bucefalo, Marco, Rosa, Agata, Giannetta, Nunziella, Carlino)
- No. 16 - Aria di Rosa Ah non son io che parlo
- No. 17 - Quintetto Ombra che tetra, e squallida (Carlino, Rosa, Agata, Marco, Bucefalo)
- No. 18 - Finale II Ciel chi veggio... (Rosa, Agata, Marco, Carlino, Giannetta, Nunziella, Bucefalo)

## Klavierauszug
- Klavierauszug

## Libretto
- Die Dorfsängerinnen, deutsche Übersetzung 1856

## Diskografie
- 1951 - Alda Noni (Rosa), Agostino Lazzari (Carlino), Sesto Bruscantini (Don Bucefalo), Ester Orell (Agata), Franco Calabrese (Don Marco), Fernanda Cadoni (Giannetta) - Direttore: Mario Rossi - Orchestra di Napoli dell’Associazione "Alessandro Scarlatti" - LP: Cetra Soria 50102; CD: Warner-Fonit Cetra 5050467-1200-2-0
- 1992 - Maria Angeles Peters (Rosa), Ernesto Palacio (Carlino), Giorgio Gatti (Don Bucefalo), Giovanna Manci (Agata), Danilo Serraiocco (Don Marco), Floriana Sovilla (Giannetta) - Direttore: Roberto Tigani - Orchestra sinfonica del Conservatorio Licino Refice - Registrazione dal vivo - CD: Bongiovanni (GB 2135)